# 車両基地
車両基地（しゃりょうきち、車輛基地）は、鉄道車両の滞泊、整備や列車の組成等を行う施設。
日本では鉄道車両等の保守は鉄道事業者が行っているが、ヨーロッパでは鉄道車両等の保守は大半が製造したメーカーが行っている。

## 日本の車両基地

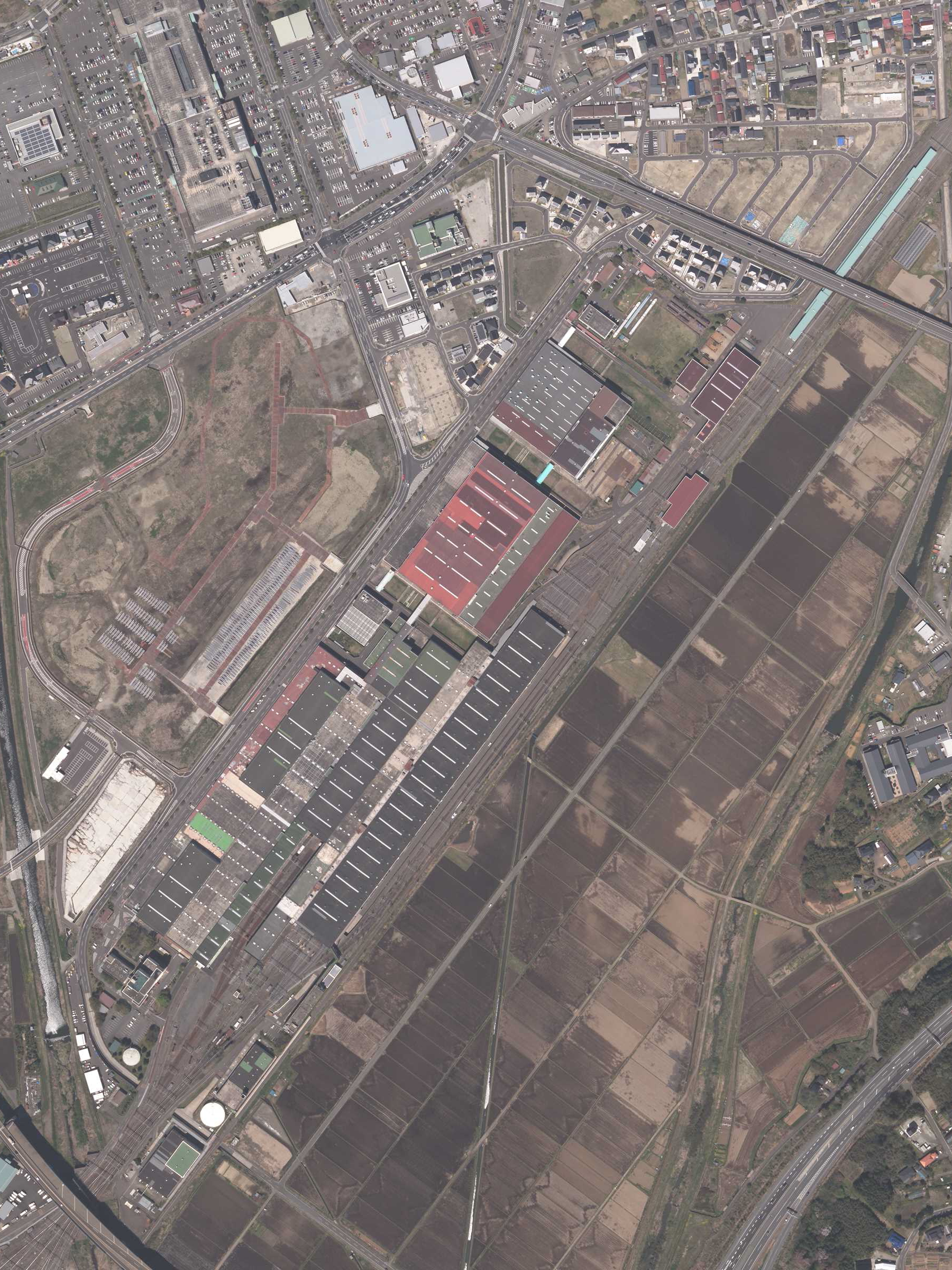
新幹線総合車両センター周辺の空中写真（2015年7月撮影）

### 施設
車両基地の名称は、JRでは車両センターなどと呼ばれることが多く、他の鉄道事業者では検車区と呼ばれることが多い。その他にも役割や規模の違いで、機関庫、運転所、車庫などと呼ばれるものもあり、鉄道事業者によっても名称は異なる。日本国有鉄道（国鉄）時代には、客車区、貨車区、その双方を受け持つ客貨車区が日本各地に置かれており、非電化区間の無煙化促進拠点では気動車区も新設された。
国土交通省が定めた「鉄道に関する技術上の基準を定める省令」によれば、専ら車両の収容を行うために使用される場所を車庫といい、専ら車両の入換え又は列車の組成を行うために使用される場所を操車場というと規定されている。さらに車庫には車両検査修繕施設として十分なものを有することとしている。したがって、電車区や検車区などと呼ばれている施設は、車庫と操車場の機能を併せ持ったものと言うことができる。また、JRの場合、車両工場を自社で運営しているが、これは車庫の一形態とみなされる。
自社線内に場所を確保できない場合等に、車両基地を相互乗り入れ先の路線内に設けることもある（例：東京地下鉄日比谷線・半蔵門線、大阪市高速電気軌道堺筋線）。また、自社の車両基地が諸事情により無い場合に、乗り入れ先等、他社の車両基地を間借りする場合がある 。

本線から離れた場所に設置された車両基地は、本線と専用の引込線で結ばれている。これを車庫線ともいう。車庫線は、本来、旅客路線としての営業するためのものではないが、延長距離の長い車庫線については、沿線住民の要望で旅客営業を行っているケースがある。
車両基地は社会科学習やツアーとして、団体での見学を受け付けている事業者も多い。個人単位については、2000年代以降は防犯・安全面の観点から不可能な事業者が多くなったものの、札幌市電の電車事業所や名古屋市営地下鉄の日進工場、鹿児島市電の交通局本局車庫、京成電鉄の宗吾車両基地、銚子電気鉄道の仲ノ町車庫、上毛電気鉄道の大胡車庫のように見学を受け付けている事業者が2021年現在でも存在する。また、鉄道事業者が利用者・地域住民との交流策の一環として、車両基地を一般向けに開放するイベント（鉄道の日前後に行われることが多い）も行われている。

### 車両基地の歴史
1872年10月14日（明治5年9月12日）に日本最初の鉄道が開通したことで、新橋機関車庫・客車庫・荷物車庫（その後、一帯は汐留貨物駅となる）と横浜機関車庫・客車庫（移転により、現在は桜木町駅）が設けられたのが、日本国内で初めてとなる鉄道の車両基地である（実際には、横浜機関車庫のほうが早く完成）。
国鉄では戦前期から戦後にかけて、車両基地のことを区設備（くせつび）と呼称していた。これは電気機関区、ディーゼル機関区、電車区、気動車区（名称は当時のもの）などの車両基地を「区」と呼称していたことに由来する。その後、1962年（昭和37年）頃に国鉄が鉄道設備の増強計画に伴って大蔵省（当時）に予算申請をする際、「区設備」または「区・所設備」（運転所が設置されている場合）では語呂が悪いことから、車両基地という名称を使用し、これが一般名称化した。

### 名称の定義
以下の名称は一例である。鉄道事業者によっては、以下と異なる名称を用いている場合もある。
工場・検車区など
一般的に「工場」と呼ばれる場合が多い。車両の重要部検査および全般検査・車両の修繕補修などを主に行う。
日本国有鉄道（国鉄）では「工場」のほか、工場より職員規模の小さなものを「車両所」と称した。また新幹線総局が博多に、工場と動力車区の機能を統合した「総合車両部」を置いた（博多総合車両部）。民営化後複数のJRが同様の現業機関統合を進め、「総合車両所」の名称を用いた。
機関区・電車区・運転区など
一般的に「車庫」と呼ばれる場合が多い。車両の仕業検査・交番検査などを主に行う。工場・検車区ほどではないが多くの留置線・設備を抱え、車両の検修施設を備えており仕業・交番検査を行っている。ここで重要部検査・全般検査まで行う事業者もある。
国鉄では運転関係の現業機関の一つである車両検修基地及び動力車乗務員基地として、主に機関車を配置する「機関区」、電車を配置する「電車区」、気動車を配置する「気動車区」の各動力車区と、客車や貨車を配置する「客貨車区」・「客車区」・「貨車区」、車種を問わず配置する「運転区」があった。運転区のうち職員規模の大きなものは「運転所」と称した。車両の配置がなく動力車乗務員基地の機能のみを持つ区所も少なくなかった。
このうち客貨車区は国鉄発足後の1951年、「検車区」と「車電区」を統合して誕生した。その後列車の動力分散化にともなって動力車区と客貨車区の統合が進められ、新たに「運転区」「運転所」と称した。一方、機関区と電車区・気動車区が統合した場合の新区名は機関車と電車・気動車の配置比率に関係なく原則として「機関区」に統一された。このほか地方閑散線区の合理化策として動力車区と駅・保線・信号通信区所などを統合した「運輸区」「管理所」が設けられた時期もあった。
国鉄民営化前の1987年3月1日付で、継承会社にあわせて一部の区所で客貨業務の分離と名称が変更され、旅客会社に継承される機関区及び客貨車区を「運転区・運転所」及び「客車区」に、貨物会社に継承される運転区・運転所及び客貨車区を「機関区」及び「貨車区」に改称した。民営化後は各社独自の名称変更が進んでいる。

#### 電留線・留置線
車両を留置するための施設で、車両検修基地や動力車乗務員基地の機能はなく、小規模な点検や簡易的な車内清掃や夜間滞泊などに使うことが多い。一般の旅客を対象とした案内放送などでは、便宜上これらも「○番線に到着の列車は車庫に入る回送列車です」などと表現される場合が多い。

## ヨーロッパの車両基地
ヨーロッパでは鉄道車両等の保守は大半が製造したメーカーが行うシステムとなっている。 
イギリスの英国都市間高速鉄道計画（Intercity Express Programme）では事業主体、鉄道運行事業者、車両納入と保守はすべて別企業である。英国運輸省とプロジェクト契約を結んだ事業主体は鉄道運行事業者に対して車両や保守サービスを提供するかわりに、鉄道運行事業者は事業主体に対して車両のリース料や保守料を支払う。車両及びその部品の納入と車両保守サービスは事業主体と契約を結んだ鉄道車両のメーカーが引き受けている。

## 車両基地の設置と設備

### 車両基地の設置場所
車両基地の設置場所は、路線の構造や輸送需要、車両運用の都合などを考慮して決定される。おおむね路線の起点や終点、輸送需要に大きな段差のできる駅付近に設けることが望ましいが、広大な土地が必要で都市部での新規立地が難しいこと、基地が建設されてからの長い間に輸送需要が変化していることなどから、必ずしも最適な配置になっているとは限らない。
蒸気機関車時代には、路線に沿っておおむね100キロメートル前後の間隔で機関区が配置されていた。これは蒸気機関車には頻繁に燃料と水の補給や点検が必要で、長距離列車でも機関車を途中の駅で交換しながら運転していたためである。このため機関車の運用と客車・貨車の運用は独立しており、車両基地も機関車用と客貨車用で区別されていた。蒸気機関車が電気機関車やディーゼル機関車に置き換えられて、また動力分散方式の列車が運行されるようになると、機関区を多数配置する必要性は薄れて、統廃合により間隔が拡大された。また、旅客車と動力車を区別して車両基地に配置する必要もなくなったため、同一の車両基地に混在して配置される傾向となっている。
小規模な鉄道の場合は、車両基地を運用の拠点にすることが多く、基地基準のダイヤが組まれているが、大規模な鉄道では基地以外の大きな駅を拠点にする路線が多い。
全都道府県で唯一山梨県には支所・派出所を含め車両基地が存在しない。山梨県内で完結している富士急行線は工場及び電留線のみである。

### 車両基地の主な設備
車両基地の主な役目である車両の留置、清掃、整備の為に以下の設備が設けられていることが多い。
- 管理事務所
  - 乗務員区 - 運転区や車掌区など。
  - 各検修部門 - 部品職場・電機職場・台車職場・検査職場など。
- 入区線 - 車両基地などに入区するための線路。
- 出区線 - 車両基地などから出区するための線路。
- 入出区線 - 車両基地などの入出区のための線路。
- 留置線 - 車両を留置するための線路。
- 引上線（入換線） - 入換のために引上げる線路。
- 洗浄線 - 車両を洗浄するための線路。
- 保守用車基地 - 各種保守用車のための線路。
- 試運転線 - 車両の試運転に用いる線路。
- 解体線 - 車両の解体する際に留置する線路。
- 検修線 - 車両検査や修繕（検修）をおこなう線路。
  - 仕業検査線 - 仕業検査をするための線路。
  - 交番検査線（交検線） - 交番検査をするための線路。
  - 臨時検査線（臨検線） - 臨時検査をするための線路。
  - 転削線 - 車輪の転削をするための線路。

## 車庫線を旅客営業している区間

### 日本
- 東京メトロ千代田線：綾瀬駅 - 北綾瀬駅
- 山陽新幹線（博多南線）：博多駅 - 博多南駅（新幹線車両が走っているが旅客営業上在来線の扱いである）
- 上越新幹線（上越線の一部）：越後湯沢駅 - ガーラ湯沢駅（スキーシーズンのみ営業。ただしこの区間については通常の車庫ではなく、除雪基地への線路である）

また東京メトロ丸ノ内線中野坂上駅 - 中野富士見町駅間（路線は方南町駅まで）やOsaka Metro御堂筋線あびこ駅-新金岡駅間（路線はなかもず駅まで）、谷町線守口駅-大日駅間は車庫を確保するために敷いた路線で、これも一種の車庫線である。
過去では、1980年代前半まで新京成電鉄新京成線（現・京成松戸線）新津田沼駅の隣接地（現・イオンモール津田沼）に京成電鉄津田沼第二工場があった関係で、新京成線の新津田沼 - 京成津田沼間は1987年まで京成電鉄の構内側線扱いであった。
なお路線バスにおいてはこれらと同様の形態をとるところもも多い。町の中心部に営業所を置き出入庫と地域輸送を兼ねたドル箱路線もある一方、町はずれに営業所を置き回送の客扱いをしているだけのような形態も多くみられる。

### 台湾
- 台北捷運小碧潭支線:七張駅 - 小碧潭駅 - 新店線
  - 新店機廠への引込線を旅客線として併用。

### 韓国
- ソウル交通公社7号線：道峰山駅 - 長岩駅
- 首都圏電鉄1号線：餅店駅 - 西東灘駅
- 韓国高速鉄道：ソウル駅 - 幸信駅（大部分は、首都圏電鉄京義線と重複）
- 光州都市鉄道1号線：所台駅 - 鹿洞駅